# Макнелли, Джон
Джон Макне́лли (ирл. John McNally; 3 ноября 1932, Белфаст — 4 апреля 2022, там же) — ирландский боксёр легчайшей весовой категории. В первой половине 1950-х годов выступал за сборную Ирландии: серебряный призёр летних Олимпийских игр в Хельсинки, бронзовый призёр чемпионата Европы, участник многих международных турниров и матчевых встреч. В период 1954—1961 боксировал на профессиональном уровне, но без особых достижений.

## Биография
Джон Макнелли родился 3 ноября 1932 года в западном Белфасте. Благодаря череде удачных выступлений удостоился права защищать честь страны на летних Олимпийских играх в Хельсинки — в полуфинале программы легчайшего веса единогласным решением судей победил южного корейца Кан Джун Хо, но в решающем матче раздельным решением уступил финну Пентти Хямяляйнену.
Получив серебряную олимпийскую медаль, Макнелли продолжил выходить на ринг в составе национальной сборной Ирландии, принимая участие во всех крупнейших международных турнирах. Так, в 1953 году он побывал на чемпионате Европы в Варшаве, откуда привёз награду бронзового достоинства (во втором раунде полуфинального матча был нокаутирован советским боксёром Борисом Степановым). Также в этом сезоне совершил поездку в США, в качестве представителя сборной Европы в Чикаго встретился с победителями престижного турнира «Золотые перчатки».
Впоследствии Макнелли решил попробовать себя среди профессионалов и покинул команду Ирландии. Его профессиональный дебют состоялся в апреле 1954 года в Глазго, своего первого соперника Джона Кенни он победил техническим нокаутом уже во втором раунде. В течение последующих месяцев провёл несколько удачных поединков, но в марте 1955 года в бою за титул чемпиона Северной Ирландии в полулёгком весе потерпел поражение по очкам от более опытного Джо Квинна. С этого момента его карьера резко пошла на спад, проигрыши стали чередоваться с победами, и уровень соперников заметно снизился. В ноябре 1957 года Джон Макнелли вновь пытался завоевать пояс чемпиона Северной Ирландии (на сей раз в лёгкой весовой категории), однако другой претендент на титул оказался сильнее и выиграл нокаутом в восьмом раунде.
Макнелли оставался действующим боксёром вплоть до 1961 года, тем не менее в последнее время уже не показывал сколько-нибудь значимых результатов. Всего в профессиональном боксе он провёл 25 боёв, из них 14 окончил победой (в том числе 7 досрочно), 9 раз проиграл, в двух случаях была зафиксирована ничья. В 2008 году включён в Ирландский зал славы бокса.
Скончался 4 апреля 2022 года.